# Yu-chien Kuan

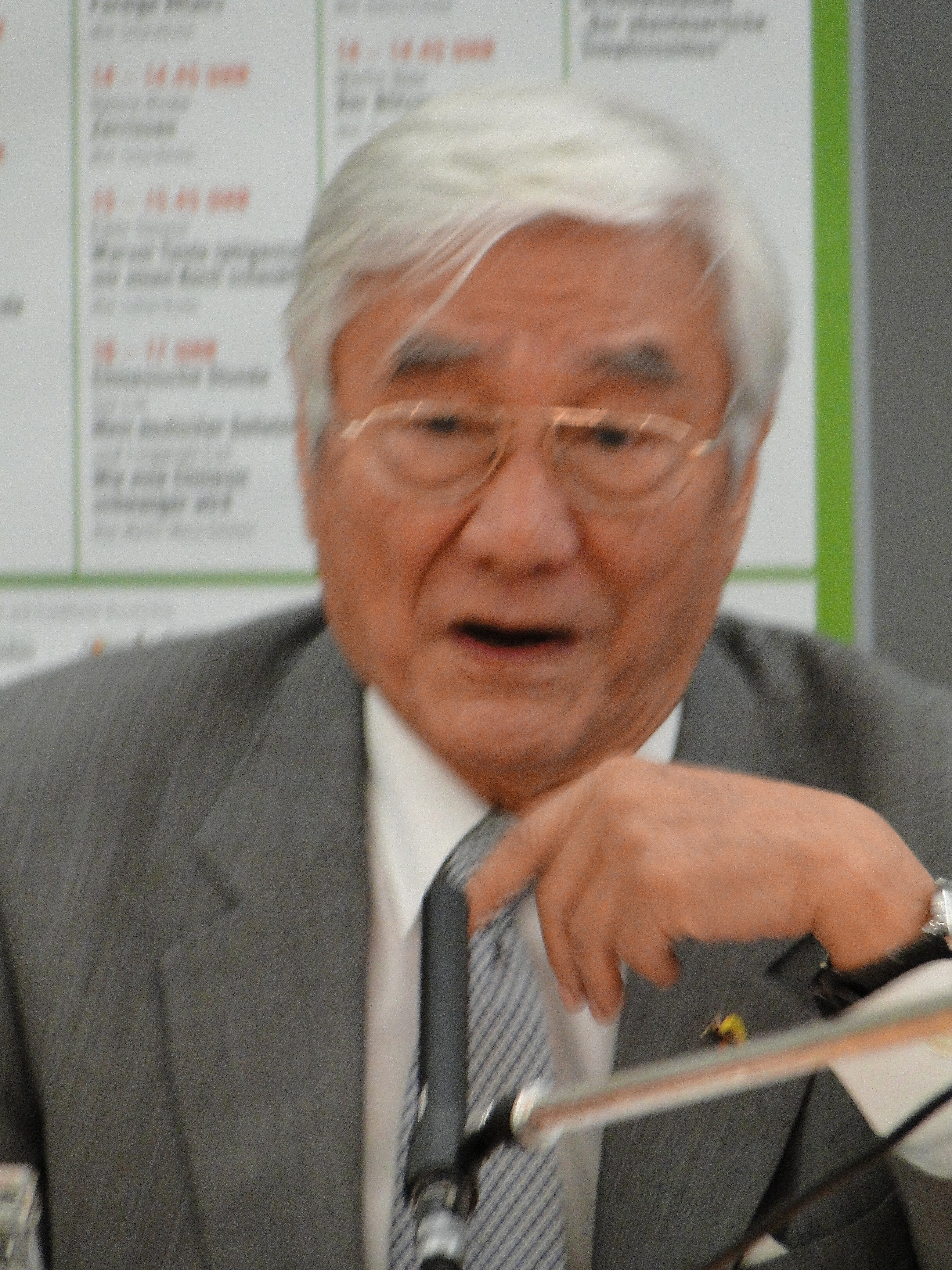
Yu-chien Kuan (2009)

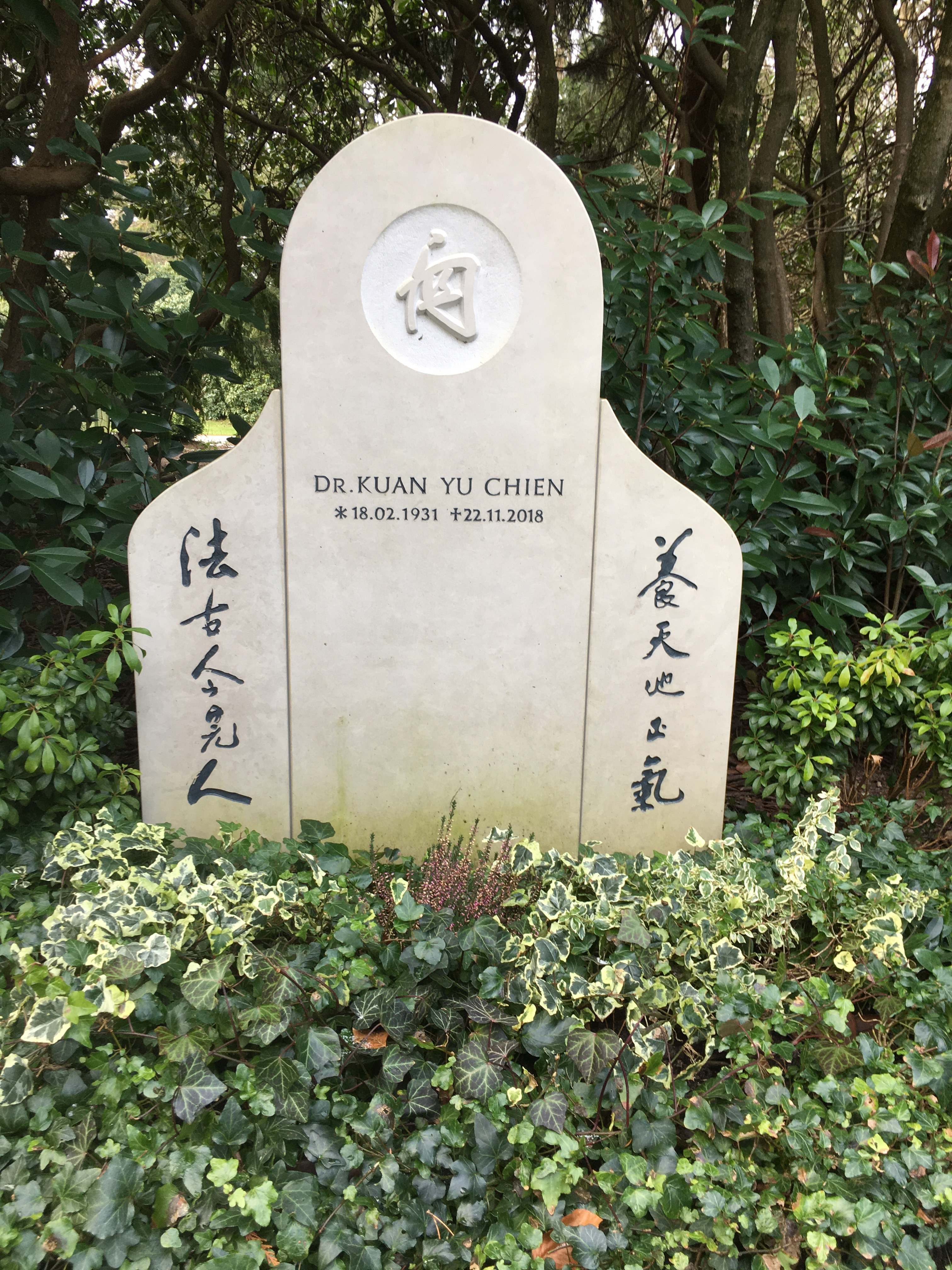
Grabstätte Yu-chien Kuan auf dem Friedhof Ohlsdorf

Yu-chien Kuan (chinesisch 關愚謙 / 关愚谦, Pinyin Guān Yúqiān, W.-G. Kuan1 Yü2-ch‘ien1, Jyutping Gwaan1 Jyu4him1, * 18. Februar 1931 in Guangzhou, China; † 22. November 2018 in Berlin) war ein deutscher Schriftsteller chinesischer Herkunft.

## Leben
In seiner Kindheit erlebte Kuan 1938–45 den Pazifikkrieg und die Besetzung seiner Heimat durch die Japaner als seine Familie von Peking nach Schanghai getrieben wurde. Während der Kulturrevolution in den 1960er Jahren floh er mit dem Pass eines Japaners über Kairo, wo er eineinhalb Jahre lang in Schutzhaft gehalten wurde und landete über eine Vermittlung des deutschen roten Kreuzes zufällig in Deutschland. Seit 1969 lebte er in Hamburg, wo er 1974 im Fach Geschichte promovierte und dort lernte er auch seine zweite Ehefrau Petra Häring-Kuan kennen. Seitdem unterrichtete Kuan an der dortigen Universität im Asien-Afrika-Institut Sinologie.
Außerdem war er der Autor mehrerer Bücher über chinesische Kultur und Geschichte sowie über sein Leben.
2006 wurde Kuan mit der Medaille für Kunst und Wissenschaft der Stadt Hamburg ausgezeichnet.
Der Admiral Guan Tianpei von Guangdong ist ein historischer Vorfahr in der Klan-Familie von Yu-chien Kuan.
Seine letzte Ruhestätte fand Kuan auf dem Hamburger Friedhof Ohlsdorf im Planquadrat T 6.

## Werke (Auswahl)
- Mein Leben unter zwei Himmeln: Eine Lebensgeschichte zwischen Shanghai und Hamburg., Fischer Taschenbuch Verlag, Frankfurt am Main 2008, ISBN 978-3-596-17921-3.
- Der China-Knigge: Eine Gebrauchsanweisung für das Reich der Mitte. – zusammen mit Petra Häring-Kuan – Fischer Taschenbuch Verlag, Frankfurt am Main, ISBN 978-3-596-16684-8.
- Die Langnasen: Was die Chinesen über uns Deutsche denken. – zusammen mit Petra Häring-Kuan – Mit einem Geleitwort von Helmut Schmidt. Fischer Taschenbuch Verlag, Frankfurt am Main 2009, ISBN 978-3-596-18505-4.
- Pulverfass China: Der Gigant auf dem Weg ins 21. Jahrhundert. – zusammen mit Petra Häring-Kuan – 2011, ISBN 978-3-502151944.
- China. Kunst- und Reiseführer mit Landeskunde. – zusammen mit Petra Häring-Kuan – ISBN 978-3-170094383.